# Fender Coronado
Fender Coronado — електрогітара з тонкими лініями та порожнистим корпусом із подвійним вирізом, анонсована в 1965 році. Її виробляє Fender Musical Instruments Corporation. Естетичний дизайн, втілений у Coronado, являє собою відхід від попередніх інструментів Fender. Дизайн залишається нехарактерною частиною історії Fender.

## Розробка та дизайн
Інструмент був розроблений Роджером Россмайзлом, який раніше також розробляв інструменти для Rickenbacker, але який продовжував створювати численні моделі для Fender, намагаючись отримати вигоду від зростаючої популярності напівакустичних гітар після їх широкого використання. Інструменти з корпусом, як-от Epiphone Casino від таких гуртів, як The Beatles. У той час, коли Россмайсль займався дизайном для Fender, він також розробив Fender Montego, гітару в стилі «джаз-бокс», яка має фіксовану F-хвостову частину Coronado, і Fender Wildwood 1967 року, яка має передню бабку Stratocaster.